# Tritia caboverdensis
Tritia caboverdensis is een slakkensoort uit de familie van de fuikhorens (Nassariidae). De wetenschappelijke naam van de soort werd als Hinia caboverdensis in 1984 gepubliceerd door Rolán.